# 篠原次郎
篠原 次郎（しのはら じろう、1887年（明治20年）10月2日 - 1949年（昭和24年））は、大日本帝国陸軍軍人。最終階級は陸軍中将。

## 経歴
1887年（明治20年）に長野県で生まれた。陸軍士官学校第20期、陸軍大学校第27期卒業。1932年（昭和7年）に陸軍歩兵大佐進級と同時に関東軍高級副官に任官された。1933年（昭和8年）に歩兵第38連隊長、1935年（昭和10年）に第12師団参謀長を経て、1936年（昭和11年）8月に東京陸軍幼年学校に就任した。同年12月に陸軍少将に進級。
1938年（昭和13年）に歩兵第30旅団長として日中戦争に出動し、武漢作戦、襄東会戦で戦果を収めた。1940年（昭和14年）に陸軍中将に進級と同時に留守第5師団長に就任した。1941年（昭和16年）10月15日に待命、12月2日に予備役に編入された。1945年（昭和20年）3月31日に召集され、神戸連隊区司令官兼神戸地区司令官に補された。